# バウキス (小惑星)
バウキス (172 Baucis) は、小惑星帯に位置する大きな小惑星の一つで、S型小惑星である。
1877年2月5日にフランスの天文学者、アルフォンス・ルイ・ニコラ・ボレリーが発見し、ギリシア神話の逸話『バウキスとピレーモーン』に登場する老婆・バウキスから命名された。